# Kühbach (Ringelai)
Kühbach gehört zur politischen und kirchlichen Gemeinde Ringelai im Landkreis Freyung-Grafenau, Niederbayern. Bis zur Namensänderung am 27. April 1951 trug die heutige Gemeinde Ringelai den Namen Kühbach.

## Lage
Das Dorf liegt in der Region Donau-Wald im Bayerischen Wald, südlich des Hauptortes. Westlich des Ortes verläuft die Staatsstraße 2127. 
Wegen der klimatisch günstigen Lage, in einem von bewaldeten Bergen umgebenden Tal, wird diese Gegend auch „Meran des Bayerischen Waldes“  oder Schmalzdobl genannt. Der Schützenverein „Schmalzdoblschützen Kühbach“ wurde 1963 gegründet und ist seit 1980 eingetragener Verein.